# Sulawesi Utara
Sulawesi Utara är en provins i Indonesien. Den omfattar nordöstra Sulawesi samt några öar nordost om denna. Provinsen omfattar 15 359,50 km² och hade 2 265 937 invånare år 2010.

## Administrativ indelning
Provinsen är indelad i elva distrikt och fyra städer.
Distrikt (Kabupaten):
- Bolaang Mongondow, Bolaang Mongondow Selatan, Bolaang Mongondow Timur, Bolaang Mongondow Utara, Kepulauan Sangihe, Kepulauan Siau Tagolandang Biaro (Sitaro), Kepulauan Talaud, Minahasa, Minahasa Selatan, Minahasa Tenggara (Mitra), Minahasa Utara

Städer (Kota):
- Bitung, Kotamobagu, Manado, Tomohon